# 京都三大祭

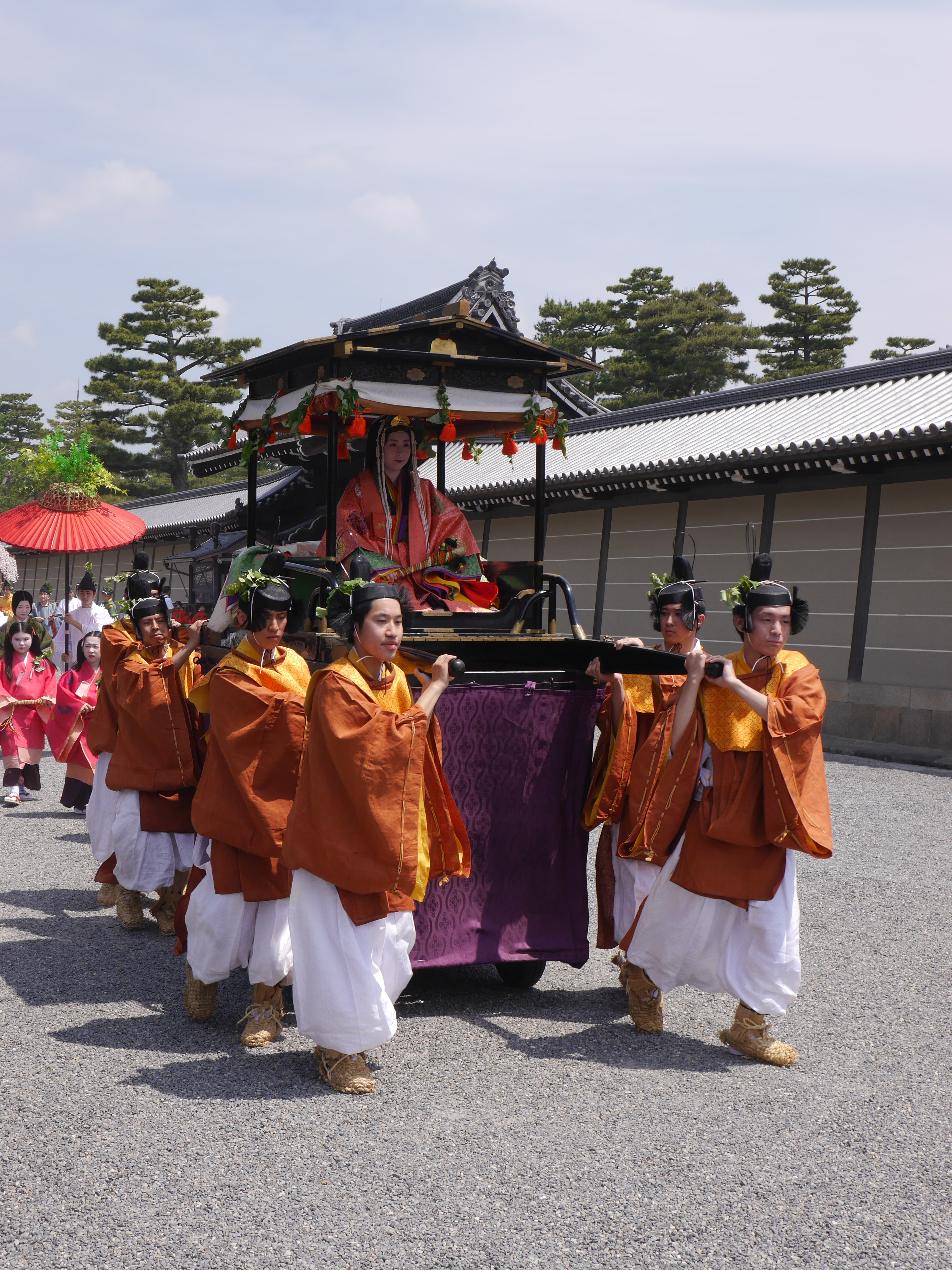
葵祭 路頭之儀 從京都御所出發的齋王代

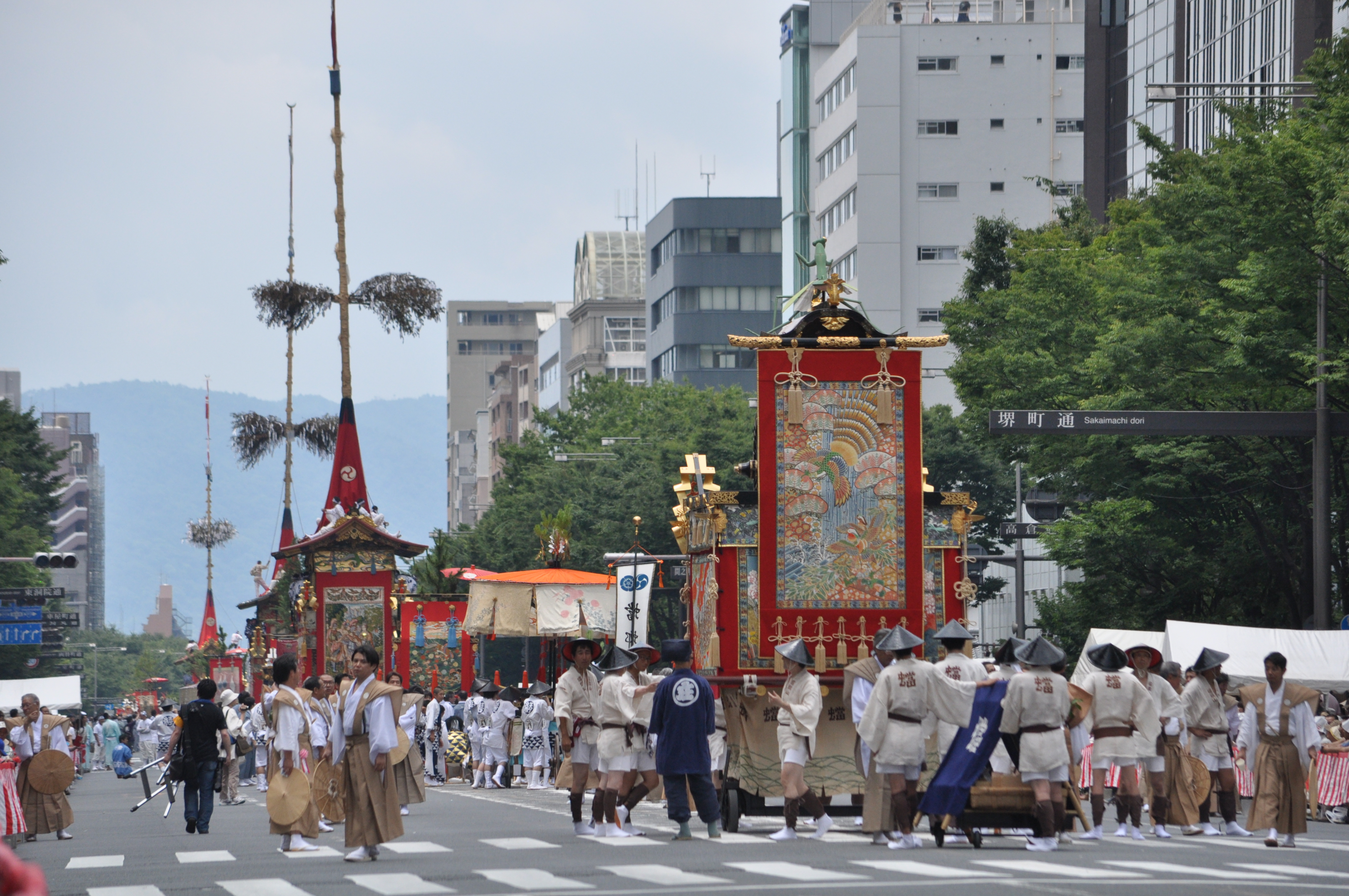
祇園祭 前祭山鉾 御池通巡行

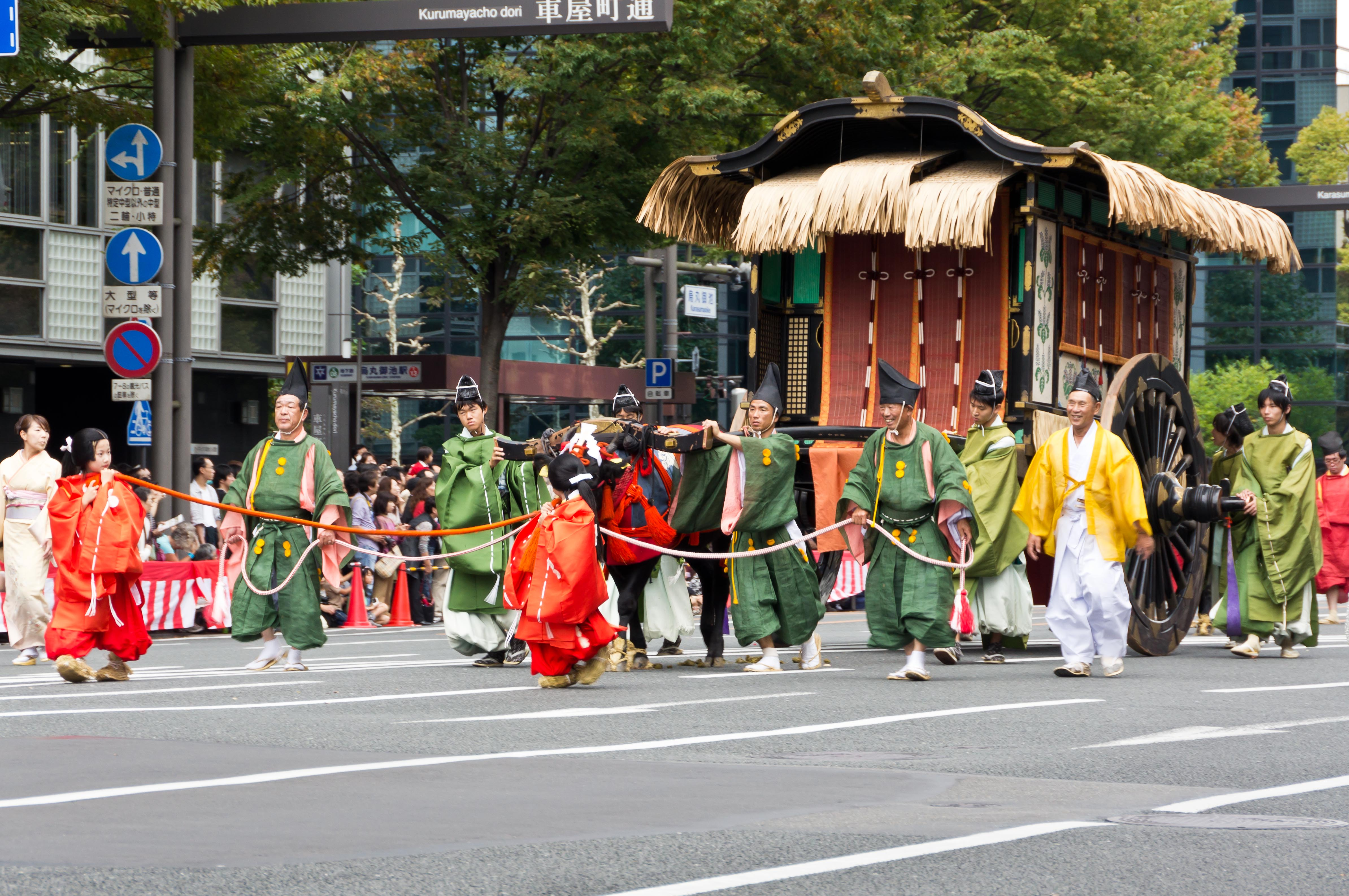
時代祭

京都三大祭（日语：／*/?）是京都府京都市內舉行的3個大祭。三大祭的成立時期、行事内容等有相當大的差異，被視為代表祭典文化的三個典型。
- 葵祭（5月）

賀茂御祖神社（下鴨神社）和賀茂別雷神社（上賀茂神社）舉行的祭典。
- 祇園祭（7月）

八坂神社舉行的祭典。以山鉾巡行、宵山為中心。
- 時代祭（10月）

平安神宮舉行的祭典。

## 脚注
1. ↑  所功『京都の三大祭』角川選書、角川書店、1996年1月。 ISBN 978-4047032682